# Череа
Череа (итал. Cerea) — коммуна в Италии, располагается в провинции Верона области Венеция.
Население составляет 15 473 человека (на 2004 г.), плотность населения составляет 218 чел./км². Занимает площадь 70,4 км². Почтовый индекс — 37053. Телефонный код — 0442.
Покровителем коммуны почитается святой Зенон Веронский. Праздник ежегодно празднуется 21 мая.